# دو فیلم با یک بلیت (سینما)

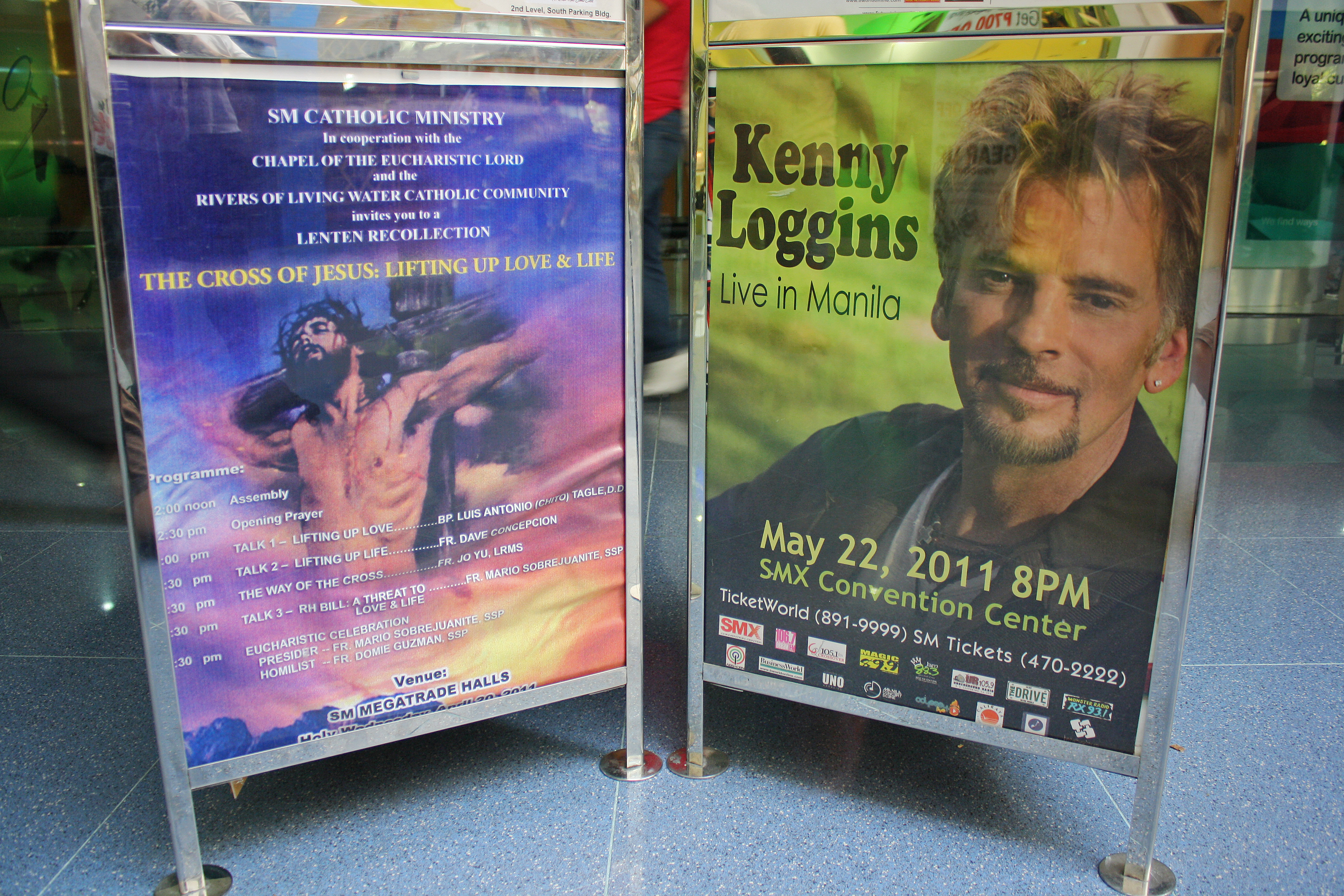
پوسترهای تبلیغاتی دو فیلم با بلیت

دو فیلم با یک بلیت پدیده‌ای در صنعت فیلم‌سازی است که در آن سالن‌ها دو فیلم را به قیمت یک فیلم به نمایش می‌گذارند و جایگزین قالب قبلی بود که در آن یک فیلم بلند و حلقه‌هایی از فیلم‌های کوتاه مختلفی نمایش داده می‌شد.

## بهره‌گیری از اُپرا
تالارهای اُپرا، دو اُپرا را با هم بروی صحنه بردند تا اجرای طولانی مدتی را برای تماشاگران فراهم کنند. این مربوط به اُپراهای کوتاه یک یا دو پرده ای بود که از نظر تجاری به تنهایی روی صحنه نمی‌رفتند. نمونۀ بارز آن دو اُپرای پالیاچی و غیرت روستایی است که برای اولین بار در ۲۲ دسامبر ۱۸۹۳ میلادی توسط تالار اُپرای متروپولیتن در نیویورک به صحنه رفت. این دو اپرا از آن زمان به‌طور مکرر به‌ عنوان یک نمایش در دو پرده اجرا می‌شوند. جفتی که در دنیای اُپرا به صورت محاوره‌ای با عنوان «کاو و پاگ» (Cav and Pag) نامیده می‌شوند؛ که در حقیقت ترکیبی از ابتدای دو عنوان اُپراهای «غیرت روستایی» (ایتالیایی: Cavalleria Rusticana) و «پالیاچی» (به ایتالیایی: Pagliacci) به معنی «دلقک‌ها» است.